# David L. Fulton
David L. Fulton (Seattle, 25 maggio 1944) è un collezionista d'arte, violinista, informatico, imprenditore e direttore amministrativo statunitense.
È collezionista privato di strumenti antichi di Cremona

## Biografia
Nato nel 1944 crebbe a Eugene, in Oregon, suonando il violino sin da piccolo. Ha studiato matematica all'Università di Chicago e, durante la sua permanenza, è stato primo violino nell'orchestra dell'Università.
Fulton si è esibito da professionista con la Hartford Symphony Orchestra come violinista. Nel 1970 fondò il Dipartimento di Informatica della Bowling Green State University prestando servizio per 10 anni come professore e presidente. Mentre era ancora a Bowling Green, cofondò la Fox Software, che alla fine ottenne un riconoscimento internazionale per la sua applicazione di gestione dei database, FoxPro. In seguito alla vendita di Fox Software alla Microsoft nel 1992 il Dr. Fulton è stato Vice Presidente di Microsoft per i prodotti di database fino al suo pensionamento nel 1994.
Fulton ha prodotto diversi documentari sui violini e la musica. Il primo è stato Homage (2008), che vinse il premio Juno 2009 come "Album classico dell'anno: Solista o gruppo da camera". Il film presenta il violinista James Ehnes mentre si esibisce su quattordici strumenti della collezione di Fulton.
Il secondo, Maestri del violino: due gentiluomini di Cremona (2010), narrato da Alfred Molina e interpretato dai famosi violinisti James Ehnes, Joshua Bell, Midori Gotō, Itzhak Perlman tra gli altri, esamina la storia e l'uso moderno dei violini Stradivari e Guarneri del Gesù. Maestri del violino vinse un Emmy nel 2012 nella categoria "Documentario - Storico".
Il film più recente, Transcendenza: un incontro di Grandi (2014), documenta le sessioni in cui il Quartetto Miró ha registrato il grande Quartetto per archi n. 15, in sol Maggiore, D. 887 di Schubert. Questo film ha ottenuto la nomination per due Emmy Award 2014 nella categoria Special Event Coverage, vincendo il premio come miglior regista in quella categoria.

## Strumenti importanti

### Violini
- Stradivari La Pucelle 1709
- Stradivari "General Kyd, Perlman" 1714
- Stradivari Marsick 1715
- Stradivari "Baron d'Assignies" 1713
- Stradivari "Alba, Herzog, Coronation" 1719
- Stradivari "Sassoon" 1733
- Stradivari "Baron Knoop, Bevan" 1715
- Guarneri del Gesù "King Joseph" 1737
- Guarneri del Gesù "Stern, Panette, Balâtre, Alard" 1737
- Guarneri del Gesù "Lord Wilton" 1742
- Guarneri del Gesù "Haddock" 1734
- Guarneri del Gesù "d'Egville" 1735
- Guarneri del Gesù "Kemp, Emperor" 1738
- Guarneri del Gesù "Carrodus" 1743
- Pietro Guarneri, of Mantua "Shapiro" 1698
- Carlo Bergonzi "Kreisler, Perlman" 1735(?)
- Giovanni Battista Guadagnini, Turin 1778

### Viole
- Andrea Guarneri "Conte Vitale" 1676
- Gasparo da Salò "Krasner, Kelley" c. 1580
- Giuseppe Guadagnini "Wanamaker, Rolla" 1793
- Antonio e Girolamo Amati, Cremona 1619
- Girolamo Amati (Hieronymus II or Girolamo Amati (II) 1703
- Vincenzo Rugeri, Cremona 1697

### Violoncelli
- Stradivari "Bass of Spain, Adam" 1713
- Pietro Guarneri, of Venice "Beatrice Harrison" 1739
- Montagnana "George Gudgeon" 1737
- Giuseppe Guarneri del Gesù "Messeas" 1731[5]